# Mesochorus dissimilis
Mesochorus dissimilis är en stekelart som beskrevs av Dasch 1974. Mesochorus dissimilis ingår i släktet Mesochorus och familjen brokparasitsteklar. Inga underarter finns listade i Catalogue of Life.